# Фолкер, Карл
Карл Вильгельм Фолкер (швед. Carl Wilhelm Folcker; 28 марта 1889, Филипстад, Вермланд — 2 июля 1911) — шведский гимнаст, чемпион летних Олимпийских игр 1908 года.
На Играх 1908 года в Лондоне Фолкер участвовал только в командном первенстве, в котором его сборная заняла первое место.